# 88875 Posky
88875 Posky este un asteroid din centura principală de asteroizi.

## Descriere
88875 Posky este un asteroid din centura principală de asteroizi. A fost descoperit pe 25 septembrie 2001 la Observatorul Desert Eagle de William Kwong Yu Yeung. Asteroidul prezintă o orbită caracterizată de o semiaxă mare de 2,56 ua, o excentricitate de 0,13 și o înclinație de 2,7° în raport cu ecliptica.